# チェオルウルフ (ウェセックス王)
チェオルウルフ（Ceolwulf, ？ - 611年）はウェセックスの王（在位：597年 - 611年）。

## 生涯
先王である兄弟チェオルが597年に死ぬと、チェオルの息子キュネイルスはまだ幼少であったために王位に就いた。
チェオルウルフの治世は14年に及んだが、この時代の事は何も分かってはいない。
チェオルウルフは611年に死ぬが、詳しくは語られてはいない。王位はキュネイルスに継がれた。